# 矢崎里香
矢崎 里香（やざき りか、1959年1月22日 - ）は、日本の元女優。本名、飯村 美代子。茨城県出身。

## 来歴・人物
1970年代にテレビドラマを中心に活動。1976年には、円谷プロ制作の特撮ドラマ『プロレスの星 アステカイザー』（NET）にヒロイン・速水かおる役でレギュラー出演した。
特技は、日本舞踊、歌唱。

## 出演

### テレビドラマ
- へんしん!ポンポコ玉（1973年、TBS） - 小林ルミコ ※「飯村美代子」名義
- プロレスの星 アステカイザー（1976年 - 1977年、NET）‐ 速水かおる
- 5年3組魔法組 第22話「遊園地は魔法でいっぱい!」（1977年、ANB）
- 白い荒野（1977年 - 1978年、TBS）
- 土曜ドラマ / 鎌田敏夫シリーズ 十字路 第2部 第1話「みちのく編 ブルートレインの少年」（1978年、NHK）

### その他のテレビ番組
- 迷路でデート![1]（1976年 - 1977年、12ch）